# Schwarzer Grat
De Schwarzer Grat is een berg van 1118 meter hoog in het zuidoosten van de Duitse deelstaat Baden-Württemberg. De berg ligt in het district Ravensburg, vlak bij de grens met de deelstaat Beieren.
De Schwarzer Grat behoort tot de bergketen Adelegg, een bosrijk middelgebergte dat een noordelijke uitloper van de Allgäuer Alpen vormt.
Boven op de Schwarzer Grat staat een uitkijktoren, van waaraf bij zeer goed weer het Bodenmeer is te zien.